# Frida Berger
Frida Berger (* 29. April 2004) ist eine norwegische Skispringerin.

## Werdegang
Frida Berger startete erstmals auf internationaler Ebene im Rahmen zweier Wettbewerbe des FIS Cups am 21. und 22. September 2017 im rumänischen Râșnov, wo sie zweimal den 18. Platz belegte. Zwei Jahre später folgten weitere Wettbewerbsteilnahmen im FIS Cup. Berger startete am 14. September 2019 in Lillehammer erstmals in einem Wettbewerb des Continental Cups; hierbei belegte sie den 52. Platz. Erste Continental-Cup-Punkte erlangte sie im Februar 2021 bei zwei Wettbewerben in Brotterode, wo sie mit Rang sieben auch ihr bisher bestes Ergebnis erzielte. Ebenfalls im Februar nahm sie an den Nordischen Junioren-Skiweltmeisterschaften teil, die im finnischen Lahti ausgetragen wurden. Berger sprang im Einzel auf den 28. Platz und wurde im Team Siebte. Einen Monat später erfolgte ihr Debüt im Skisprung-Weltcup im russischen Tschaikowski. Nachdem sie in der Qualifikation für den Einzelwettbewerb als 44. knapp gescheitert war, erreichte sie beim Teamwettbewerb am 28. März 2021 zusammen mit Thea Minyan Bjørseth, Anna Odine Strøm und Silje Opseth den vierten Platz.
Bei den Nordischen Junioren-Skiweltmeisterschaften 2022 im polnischen Zakopane erreichte Berger im Einzelspringen von der Normalschanze den 29. Rang. Mit der norwegischen Juniorinnenstaffel wurde sie Fünfte.

## Statistik

### Continental-Cup-Platzierungen
| Saison  | Sommer | Sommer | Winter | Winter | Gesamt | Gesamt |
| Saison  | Platz  | Punkte | Platz  | Punkte | Platz  | Punkte |
| ------- | ------ | ------ | ------ | ------ | ------ | ------ |
| 2020/21 | —      | —      | 010.   | 0051   | 010.   | 0051   |
| 2021/22 | 047.   | 021    |        | 0098   | 031.   | 0119   |
| 2022/23 | —      | —      | 030.   | 0058   | 050.   | 0058   |

### Intercontinental-Cup-Platzierungen
| Saison  | Sommer | Sommer | Winter | Winter | Gesamt | Gesamt |
| Saison  | Platz  | Punkte | Platz  | Punkte | Platz  | Punkte |
| ------- | ------ | ------ | ------ | ------ | ------ | ------ |
| 2023/24 | —      | —      | —      | —      | 034.   | 0074   |
| 2024/25 | —      | —      | 094.   | 0009   | 119.   | 0009   |